# Vladimíra Dvořáková
Vladimíra Dvořáková, rodným jménem Vladimíra Pešková (* 11. února 1957 Karlovy Vary) je česká politoložka, bývalá vedoucí Katedry politologie na Fakultě mezinárodních vztahů Vysoké školy ekonomické v Praze a bývalá předsedkyně Akreditační komise České republiky. V listopadu 2003 se stala první ženou mezi profesory politologie jmenovanými v České republice.

## Život
Po maturitě na pražském Gymnáziu Na Zatlance vystudovala v letech 1976 až 1981 na Filozofické fakultě Univerzity Karlovy v Praze kombinaci oborů ruština a historie. Diplomová práce s názvem „Od boje proti kolonialismu k vytváření buržoazního ústavního systému: vývoj požadavků a cílů americké revoluce od jednání na prvním kontinentálním kongresu v roce 1774 až po ratifikaci prvních deseti doplňků k ústavě v roce 1791“ pojednávala o událostech směřujících ke vzniku Spojených států. Titul doktorky filozofie získala v roce 1982 tamtéž. V období 1981 až 1990 byla zaměstnána v Orientálním ústavu Československé akademie věd, kde v roce 1987 získala titul kandidátky věd. Zaměřovala se zejména na politické systémy latinskoamerických zemí.
Po sametové revoluci nastoupila do Kabinetu politologie Ústavu státu a práva ČSAV (1990–1992). V roce 1994 se stala jejím mateřským pracovištěm Katedra politologie Fakulty mezinárodních vztahů VŠE v Praze, kde od roku 2002 do roku 2014 zastávala funkci vedoucí katedry. Věnuje se srovnávací politologii, přechodům režimů k demokracii a revolucemi. (Exkurs: Politologická pracoviště začala v Československu vznikat až po roce 1989, i když první katedru politologie zakládal na filosofické fakultě UK prof. Jiří Hájek spolu s prof. Theodorem Syllabou a první ročník politologie byl jimi otevřen v roce 1969. V roce 1970 však studenti prvního ročníku realisticky přešli na jiné obory a tím existenci oboru zachovali, i když ve stavu hibernace.) Habilitační řízení podstoupila na VŠE v roce 1994 (docentka) a poté i jmenovací řízení. Profesorkou byla jmenována 7. listopadu 2003.
Dvořáková byla členkou KSČ. Nikoliv prý ale z kariérních důvodů, ale protože na základě svého pocitu z konce 70. let chtěla přispět ke změně komunistické strany zevnitř.

## Členství
Členství v redakčních radách, oborových organizacích a politických stranách:
- 1987–90 – redakční rada časopisu Latinská Amerika: Dějiny a současnost
- od roku 1994 – výkonná redaktorka a do roku 2014 šéfredaktora časopisu Politologická revue
- od roku 1994 – výkonný výbor České společnosti pro politické vědy
- od roku 1996 – šéfredaktorka časopisu Současná Evropa a Česká republika

Byla také místopředsedkyní Mezinárodní asociace pro politické vědy (IPSA).

## Akreditační komise České republiky
Dvořáková působí od roku 2004 jako členka a v letech 2006–2016 jako předsedkyně Akreditační komise České republiky, jejímž posláním je péče o kvalitu vysokoškolského vzdělávání.
Do povědomí širší veřejnosti vstoupila v souvislosti s nekompromisním postojem ve skandálů s tzv. turbostudenty na Právnické fakultě Západočeské univerzity v Plzni.[zdroj?] Počátkem roku 2010 ji za výroky o mafiánských a klientských sítích na fakultě zažaloval bývalý děkan a proděkan Milan Kindl a v žalobě požadoval 150 tisíc korun a omluvu zaslanou jemu a zároveň otištěnou v celostátním deníku. 6. září 2010 ale svou žalobu stáhl a řízení bylo zastaveno. Za kritická vyjádření ji zažaloval také bývalý předseda plzeňského akademického senátu Daniel Telecký, který požadoval omluvu a odškodnění 100 tisíc korun. Městský soud však žalobu zamítnul a toto rozhodnutí potvrdil i odvolací vrchní soud, když její kritika měla mít reálné a pravdivé základy.
V srpnu 2016 ukončila své druhé funkční období ve funkci předsedkyně. Ve stejném termínu ukončila činnost i sama Akreditační komice ČR, která byla nahrazena Národním akreditačním úřadem pro vysoké školství.
Za příkladné občanské postoje a občanskou statečnost, kterou prokázala zejména ve funkci předsedkyně Akreditační komise, obdržela Dvořáková v roce 2012 Cenu Františka Kriegla, udělovanou Nadací Charty 77.

## Výbor z díla
- 2012 – ¡Que el pueblo mande! Levicové vlády, populismus a změny režimu v Latinské Americe (spoluautoři Radek Buben a Jan Němec)
- 2012 – Rozkládání státu
- 2010 – Evropeizace veřejné sféry (spoluautoři Josef Bič, Radka Druláková, Karel B. Müller, Petr Vymětal)
- 2008 – Komparace politických systémů: Základní modely demokratických systémů
- 2002 – Spojené státy americké - společnost a politika
- 1994 – O přechodech k demokracii (spoluautor Jiří Kunc)
- 1992 – Staré struktury a lustrace v novodobých dějinách (spoluatoři Jiří Kunc a Miloslav Ransdorf)
- 1990 – Nikaragujská politika
- 1987 – Mexická zahraniční politika a revoluční proces ve Střední Americe